# Kiffer vs. Killer Mosquitos
Kiffer vs. Killer Mosquitos (Originaltitel Tafanos) ist ein italienischer Tierhorrorfilm aus dem Jahr 2018 von Riccardo Paletti.

## Handlung
Eine Gruppe befreundeter junger Erwachsener strebt an, in einem entlegenen Haus ein Wochenende zu verleben. Dabei sollen Partys mit Alkohol und Haschisch auf der Tagesordnung stehen. Während ihrer Ankunft werden sie davor gewarnt, dass ein Schwarm mutierter Pferdebremsen sich in derselben Provinz niederlassen wird. Natürlich nehmen die jungen Menschen die Warnungen nicht ernst. Es kommt, wie es kommen musste: Die Insekten attackieren die Freunde. Wie sich herausstellt, kann man die Blutsauger mit dem Rauch von Cannabis vertreiben. Daher drehen sich die Jugendliche Joints und gehen zum Gegenangriff über.

## Hintergrund
Bei dem Film handelt es sich um ein Remake des gleichnamigen italienischen Films Tafanos aus dem Jahr 2000. In Italien wurde der Film erstmals am 5. Juli 2018 in Rom gezeigt.

## Rezeption
„Eine witzig gemeinte Mischung aus „Stoner Movie“ und Tierhorror, die allerdings sowohl in Sachen Gags und Absurdität als auch in Sachen Spannung arg lasch bleibt.“

Filmstarts urteilt: „Der nach dem vielversprechenden Titel eigentlich erhoffte Lachflash bleibt bei „Kiffer vs. Killer Mosquitos“ leider aus – so viel kann man gar nicht kiffen, um an dem Film tatsächlich seinen Spaß zu haben.“ Der Film erhielt einen von fünf möglichen Sternen.
In der Internet Movie Database hat der Film bei über 233 Stimmenabgaben eine Wertung von 3,1 von 10,0 möglichen Sternen (Stand: 5. Juni 2022).